# Заповідник Кямбура
Заповідник Кямбура, або заповідник Чамбура, що включає ущелину Кямбура, примикає до Національного парку королеви Єлизавети в Уганді. Ця територія є важливим джерелом води для багатьох тварин і оточена саваною. Заповідник відомий високою концентрацією приматів, що живуть в ущелині.
Заповідник Кямбура був створений, як контрольована мисливська територія Кямбура в 1962 році, а в 1965 році отримав статус заповідника. У 1980-х південна  частина заповідника страждала від нелегальних поселенців, але цих людей виселили в 1990 році, а землю віддали в оренду приватному концесіонеру. Після того, як Закон про дику природу Уганди 1996 року змінив статус всіх мисливських заповідників на заповідники дикої природи, заповідник став офіційно називатися Заповідником дикої природи Кямбура. У зв’язку з незаконним полюванням у 1999 році дію мисливського господарства було припинено.

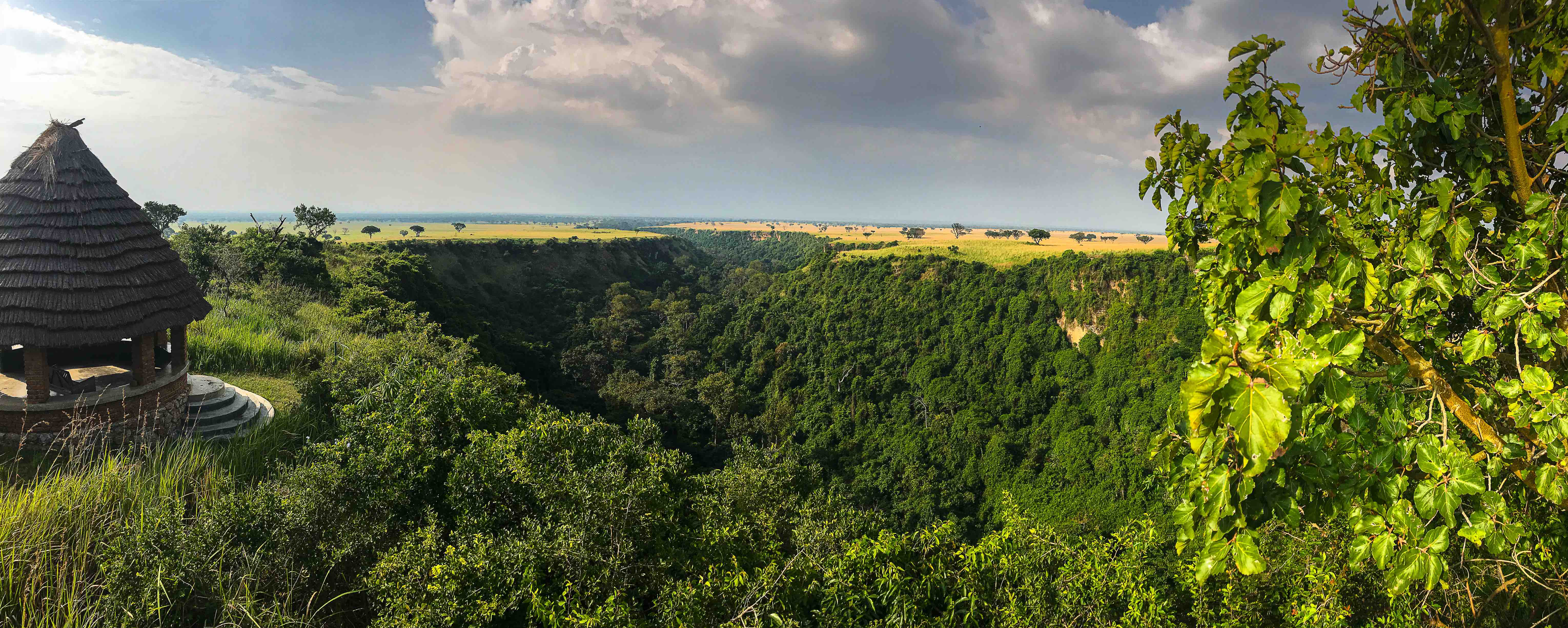
Ущелина Кямбура на заході Уганди

Заповідник служить буферною зоною для Національного парку королеви Єлизавети (QENP).  

## Географія
Кямбура розташований з північно-східного боку QENP, приблизно за 30 км від штаб-квартири парку. Ущелина Кямбура має довжину 11 км і сполучається з каналом Казінга. Середня висота заповідника 1100 м. Загальна площа заповідника 156 км². 
Кямбура та QENP разом із лісом Марамагамбо та заповідником Кігезі утворюють єдину охоронювану територію і називаються Охоронюваною територією королеви Єлизавети (QEPA), яка межує з Національним парком Вірунга у Демократичній Республіці Конго. Разом ці території повністю оточують озеро Едвард. Інші довколишні охоронювані території - Національний парк Кібале на північному сході та Національний парк гір Рувензорі на північному заході.
Ландшафт заповідника — це пологі пасовища савани, через які прорізається ущелина Кямбура, яка підтримує густий річковий ліс і річку Кямбура.

## Дика природа
Кямбура — єдине місце в QEPA, де можна побачити звиклих до людини шимпанзе. Окрім шимпанзе в ущелині також можна зустріти червонохвосту мавпу, чорно-білого колобуса, бабуїнів і верветок. Заповідник також відомий своєю різноманітністю птахів, включаючи різноманітних соколів, салфірову бджолоїдку та африканського лапчастонога. Шимпанзе в ущелині Кямбура були ізольовані після того, як ліси, що з’єднують її з більшими лісами, такими як Калінцу та Марамагамбо, були вирубані. Природоохоронці стурбовані тим, що це може призвести до інбридингу та мутацій. Спостерігаючи за шимпанзе, відвідувачі можуть також вивчати «підземний ліс» (ліс, що росте в ущелині), птахів і менших приматів. 